# Алкеста (Евріпід)
«Алкеста» (дав.-гр. Ἄλκηστις) — антична трагедія давньогрецького поета-драматурга Евріпіда, вперше представлена на Діонісіях в 438 році до н. е.

## Дійові особи
- Аполлон
- Танатос — демон смерті
- Хор ферейських громадян
- Алкеста
- Адмет
- Евмел
- Геракл
- Ферет
- Слуга

## Сюжет
Трагедія заснована на давньогрецькому міфі про Алкесту, яка погодилася померти замість свого чоловіка — Адмета. Адмет розгнівав богиню Артеміду і мусив померти, але його рятує Аполлон домовившись з Артемідою що він житиме, якщо замість нього добровільно погодиться вмерти хтось інший. Ніхто з родичів та друзів не захотів піти в Аїд замість Адмета, в тому числі старий батько Адмета Ферон. Робить це — Алкеста. Вона помирає, їй справлять похорон. Тим часом в гості до Адмета завітав Геракл. Дізнавшись про відданість Алкести, він вирішив врятувати її. Подолавши у сутичці демона смерті Танатоса, Геракл повертає Алкесту в світ живих.